# خواكين فالفيردي دوران
خواكين فالفيردي دوران (بالإسبانية: Joaquín Valverde Durán) هو موزع وملحن إسباني، ولد في 27 فبراير 1846 في بطليوس في إسبانيا، وتوفي في 18 مارس 1910 في مدريد في إسبانيا.

## وصلات خارجية
- خواكين فالفيردي دوران على موقع ميوزك برينز (الإنجليزية)
- خواكين فالفيردي دوران على موقع ديسكوغز (الإنجليزية)